# Masatsune Sasaki
Masatsune Sasaki (jap. 佐々木昌常 Sasaki Masatsune; ur. 13 września 1968) – japoński zapaśnik walczący w stylu klasycznym. Trzykrotny uczestnik mistrzostw świata. Zajął 16 miejsce w 1998. Piąty na igrzyskach azjatyckich w 1998. Czwarty na igrzyskach Wschodniej Azji w 1997. Brązowy medal na mistrzostwach Azji w 1993. Drugi w  Pucharze Świata w 1994 roku.